# Іштван Горті
Іштван Горті (угор. Horthy István; 9 грудня 1904 — 20 серпня 1942) — угорський військовий і державний діяч, старший лейтенант авіації. Старший син регента Угорщини Міклоша Горті.

## Біографія

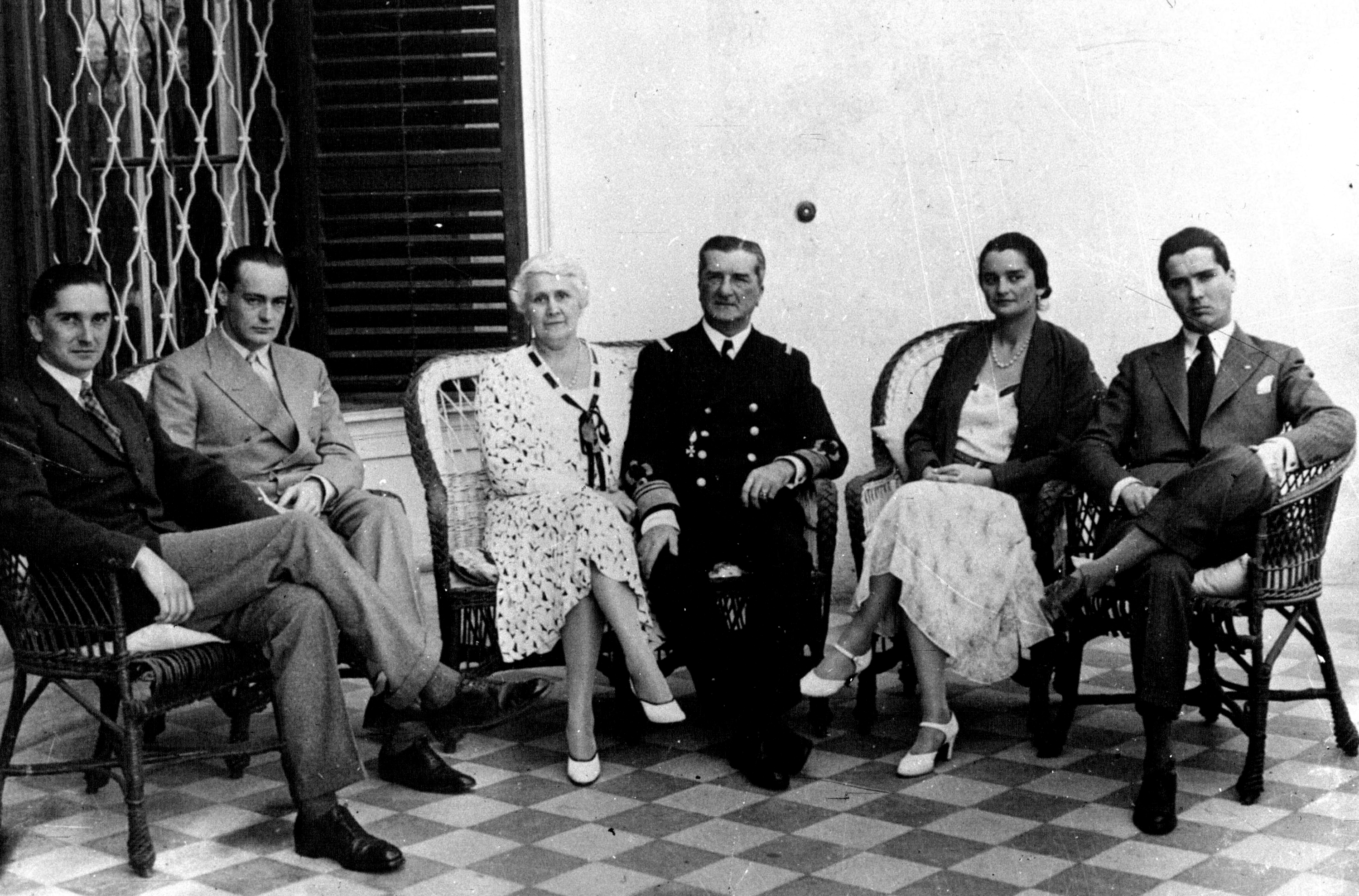
Іштван Горті (крайній ліворуч) з сім'єю: батьки Магдолна і Міклош (в центрі), сестра Паулетта і брат Міклош. Другий ліворуч — Дьюла Карої.

Отримавши в 1928 році диплом інженера, працював на заводі «Вайсс Манфред». Закінчив льотну школу і в 1929 році переведений в резерв ВПС, після чого поїхав в США. Пропрацював рік інженер-механіком на заводі «Форд» в Детройті. У 1931 переїхав до Угорщини, де працював в Державному сталеливарному концерні на заводі MÁVAG, де, зокрема, брав участь в розробці відомого локомотива «424».
В 1940 році призначений директором Угорської залізниці, куди його рекомендував міністр торгівлі Йожеф Варга. Вперше пост директора зайняв непрофесійний залізничник.
10 лютого 1942 року оголошений офіційним наступником Горті на посаді глави держави, в тому числі і через слабке здоров'я регента.
З 1942 року — доброволець-учасник Німецько-радянської війни. Служив в ескадрильї 1/1 «Dongo» угорських ВПС.
20 серпня 1942 загинув в авіакатастрофі в 70 км від Старого Оскола. Його винищувач MÁVAG Héja № «V4 + 21» впав при нез'ясованих обставинах.

## Сім'я
У 1940 році Іштван Горті одружився з графинею Ілоною Едельсгайм-Дьюлаї. Їхній старший син Шаріф Іштван Горті, закінчивши Оксфорд і Імперський коледж, також довгий час працював інженером.

## Нагороди
- Орден Витязя
- Медаль «За хоробрість» (Угорщина) — нагороджений тричі (срібна, велика срібна і золота).
- Орден Заслуг (Угорщина)
  - срібний хрест
  - лицарський хрест з мечами (вересень 1942, посмертно)
- Орден Корони Італії, офіцерський хрест
- Орден Заслуг німецького орла 5-го класу

## Вшанування пам'яті
В 1942 і 1943 роках були випущені марки із зображенням Іштвана Горті.

## Галерея

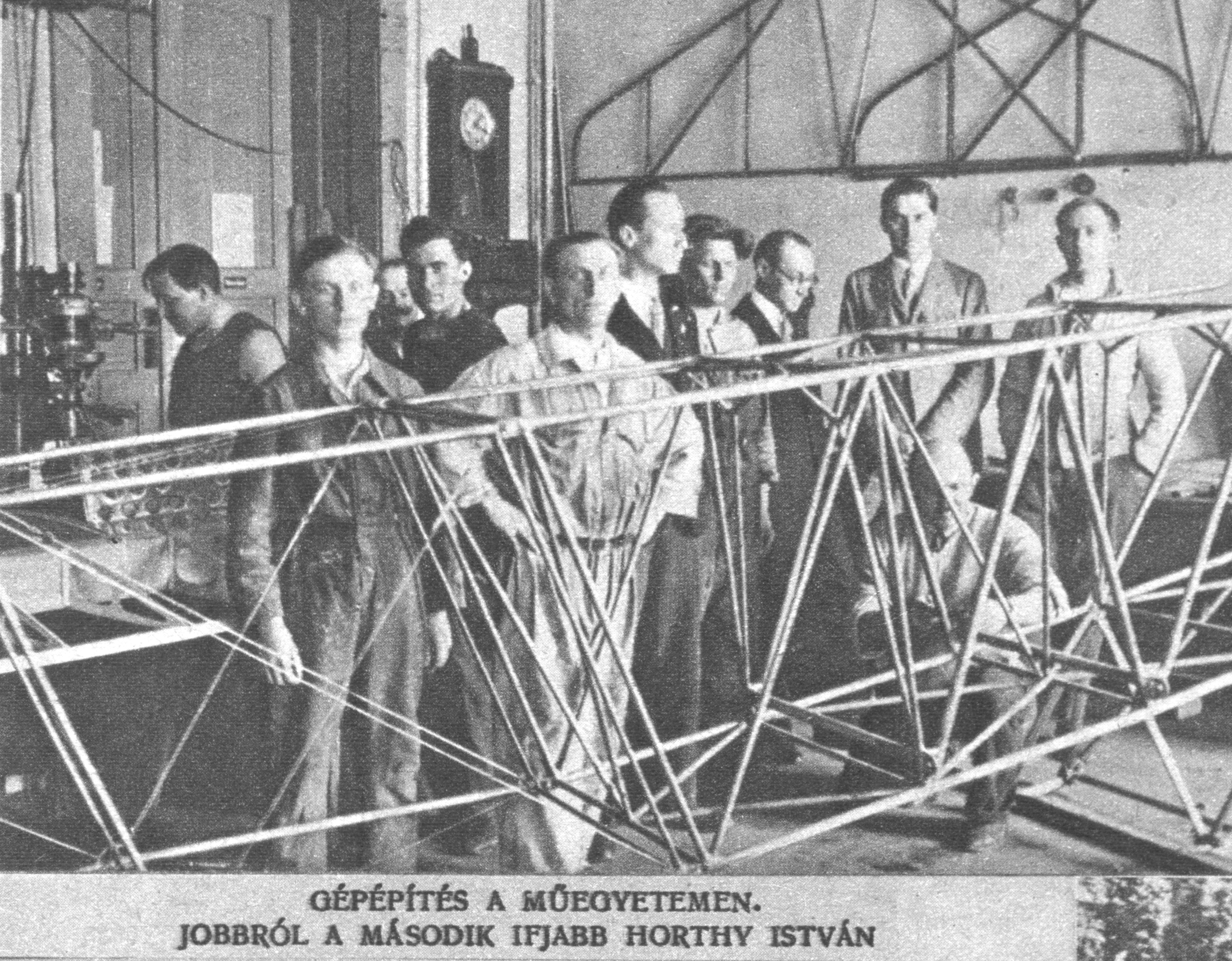
Горті — другий праворуч.
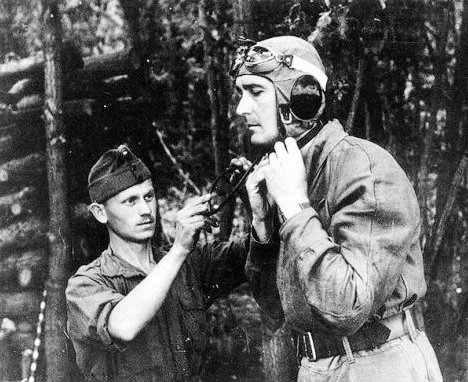
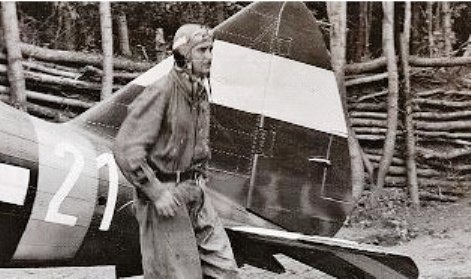
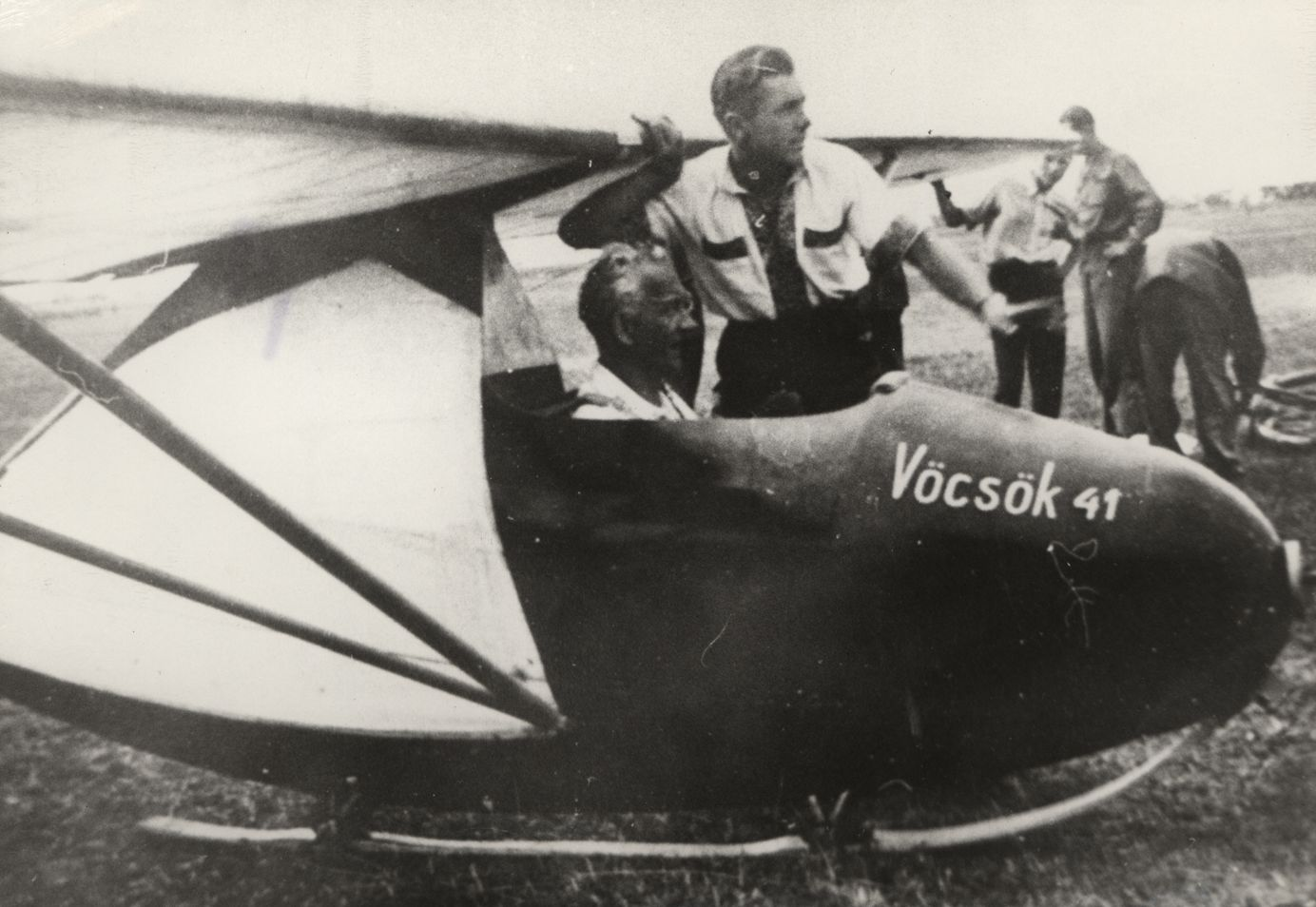
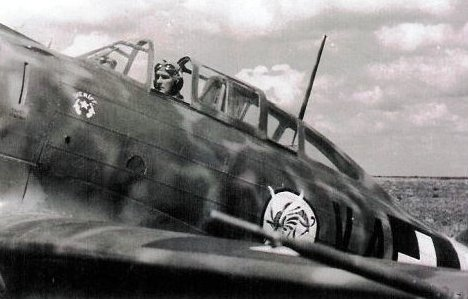
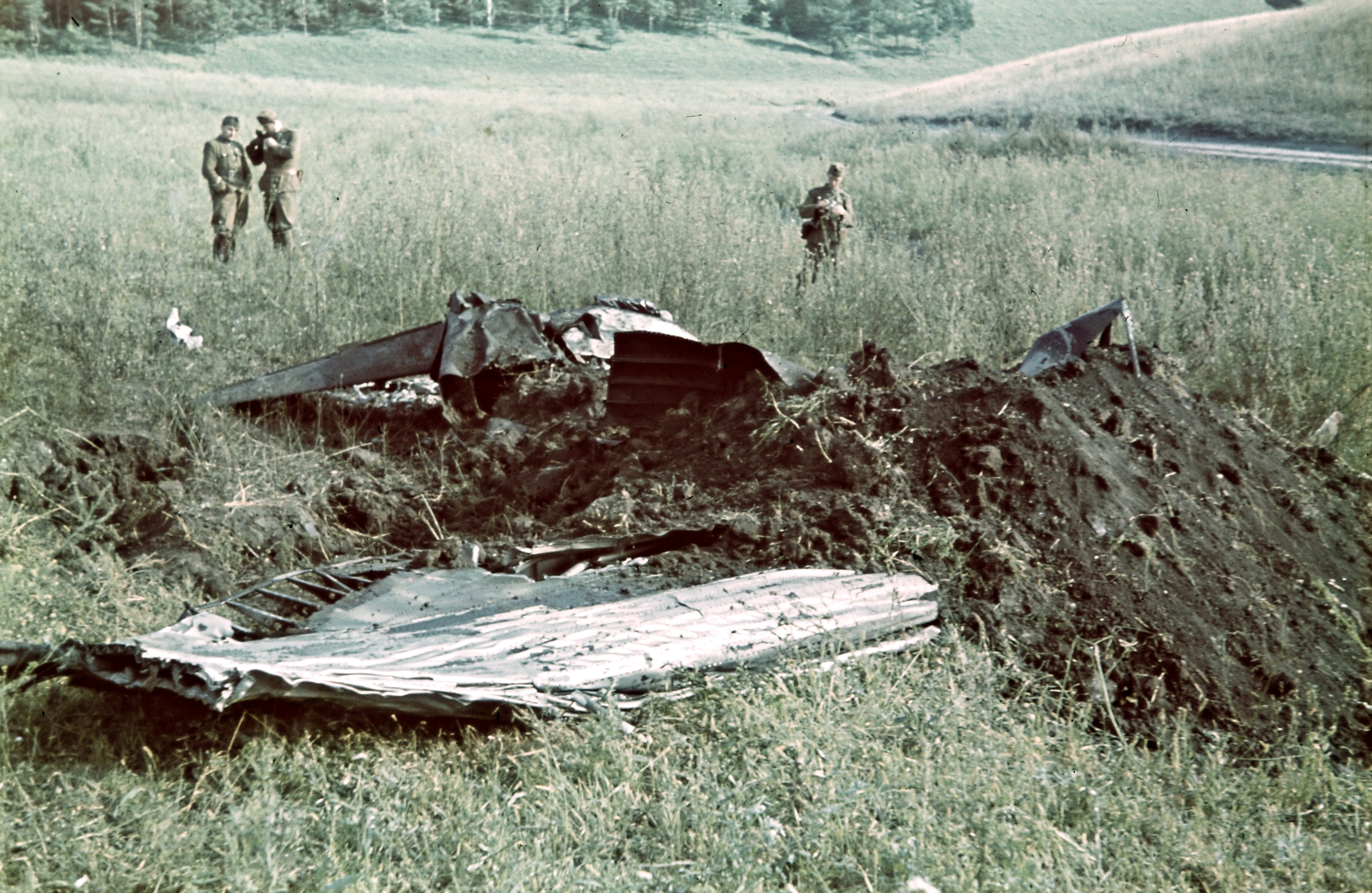
Рештки розбитого літака Горті.